# Ajax Cape Town FC
Az Ajax Cape Town FC (Afrikánul: Ajax Kaapstad) egy dél-afrikai labdarúgóklub, melynek székhelye Fokvárosban található. A klubot 1999-ben alapították és az első osztályban szerepel. A holland AFC Ajax testvércsapata.
Hazai mérkőzéseit az Fokváros Stadionban játssza. A stadion 55 000 fő befogadására alkalmas. A klub hivatalos színei: fehér-piros.

## Jelenlegi keret
2017. március 30.
| #  |     | Poszt | Név                |
| -- | --- | ----- | ------------------ |
| 1  | RSA | K     | Brandon Peterson   |
| 2  | RSA | V     | Abel Mabaso        |
| 3  | RSA | V     | Rivaldo Coetzee    |
| 4  | ZIM | V     | Erick Chipeta      |
| 5  | RSA | V     | Mosa Lebusa        |
| 6  | RSA | KP    | Travis Graham      |
| 8  | RSA | KP    | Ndiviwe Mdabuka    |
| 9  | ZIM | CS    | Thomas Chideu      |
| 10 | RSA | KP    | Toriq Losper       |
| 11 | RSA | KP    | Bantu Mzwakali     |
| 12 | RSA | KP    | Masilake Phohlongo |
| 13 | RSA | KP    | Grant Margeman     |
| 14 | RSA | CS    | Tashreeq Morris    |
| 15 | RSA | CS    | Prince Nxumalo     |
| 16 | RSA | K     | Darren Johnson     |
| 17 | RSA | CS    | Neo Makua          |
| 18 | RSA | KP    | Lebohang Mokoena   |

| #  |     | Poszt | Név              |
| -- | --- | ----- | ---------------- |
| 20 | RSA | CS    | Erwin Isaacs     |
| 22 | RSA | KP    | Mark Mayambela   |
| 23 | RSA | KP    | Thabo Mosadi     |
| 24 | RSA | V     | Shane Saralina   |
| 25 | RSA | V     | Sirgio Kammies   |
| 26 | GHA | V     | Lawrence Lartey  |
| 27 | RSA | V     | Roscoe Pietersen |
| 29 | RSA | CS    | Nathan Paulse    |
| 30 | RSA | K     | Jody February    |
| 31 | RSA | KP    | Luthando Mateza  |
| 32 | RSA | V     | Yagan Sasman     |
| 34 | RSA | V     | Rheece Evans     |
| 35 | ZAM | KP    | Rodrick Kabwe    |
| 35 | RSA | CS    | Mogamat May      |
| 36 | ZAM | KP    | Aubrey Funga     |
| 37 | RSA | CS    | Sameehg Doutie   |